# Охота
Охо́та — отлов или добыча диких зверей и птиц, обычно для пропитания, получения продуктов животного происхождения, контроля популяции животных либо для получения трофеев.
Промысловая охота — охота, осуществляемая юридическими лицами и индивидуальными предпринимателями в целях заготовки, производства и продажи продукции охоты; служит для того, чтобы воспользоваться продуктами животного происхождения (мясом, жиром, мехом, кожей, костью, рогом, пухом, пером). Её целью может быть также уничтожение опасных, вредных либо чрезмерно расплодившихся животных. К охоте относится и отлов животных живьём для разведения, расселения в другой местности, для использования в цирках и зоопарках, для научных исследований.
Любительская и спортивная охоты — охота, осуществляемая физическими лицами в целях личного потребления продукции охоты и в рекреационных целях.
Согласно докладу «Живая планета — 2018» Всемирного фонда природы (WWF), за период с 1970 по 2014 годы на Земле на 60 % сократилось число диких животных: млекопитающих, птиц, рептилий, земноводных и рыб; в числе основных причин названы охота и рыбный промысел.

## В законодательстве
В законодательстве Российской Федерации охота — это деятельность, связанная с поиском, выслеживанием, преследованием охотничьих ресурсов, их добычей, первичной переработкой и транспортировкой, также к охоте приравнивается нахождение в охотничьих угодьях с орудиями охоты и (или) продукцией охоты, собаками охотничьих пород, ловчими птицами.

## Виды, способы, приемы и орудия охоты
- Охота промысловая и любительская.
- Охота без средств передвижения и с ними: с верховых животных (лошадей, слонов), с повозок, автомобилей, поездов, судов, воздушных судов.
- Охота в горах, на равнине, в лесу, на болотах, на воде, под водой, в воздухе, норная.
- Охота в одиночку и организованными группами охотников.
- Охота из засады, охота-преследование, облавная и загонная охота, бродовая охота.
- Охота с копьём, рогатиной, острогой, луком и стрелами, пращой, нагайкой, огнестрельным оружием.
- Охота при помощи специально обученных охотничьих животных (ловчих птиц, охотничьих собак, хорьков, гепардов), в том числе травля.
- Использование приманок, манков, подсадных животных.
- Ловля сетями, ловушками, силками, западнями, клетками, капканами, самострелами.
- Фотоохота — фото- и киносъёмка животных в их естественной среде обитания.

## Промысловаядичь
- сухопутные млекопитающие
  - крупные охотничье-промысловые животные
    - красная дичь: олень, серна, лань
    - чёрная дичь: кабан, лось
    - дикие бараны, муфлоны
    - антилопа, газель
    - бизон, зубр, гаур
    - бантенг, як, гайял, буйвол, овцебык, зебу
    - горный козёл

  - крупные хищники
    - лев (Охота на льва), тигр
    - леопард, пантера, пума, ягуар
    - гиена, шакал, койот
    - волк
    - медведь (Охота на медведя)

  - слон, гиппопотам, носорог, жираф, дикая лошадь, зебра
  - мелкие охотничье-промысловые животные: заяц, дикий кролик, белка, бобр
  - мелкие хищники: лиса, барсук, выдра, дикий кот, рысь, куница, хорек, ласка, соболь, норка, колонок, енотовидная собака, енот-полоскун, горностай
- пернатая дичь
  - бекас, дупель, кроншнеп, вальдшнеп
  - перепел, коростель
  - фазан, глухарь
  - тетерев, куропатка, индейка, рябчик
  - мелкая пернатая дичь: дрозд, жаворонок, конек, овсянка
  - водяная птица
    - голенастые: бекас, ржанка, чибис, турухтан, кулик, кроншнеп, шилоклювка, цапля, журавль, аист, дрофа, коростель, водяная курочка
    - водоплавающие: утка, шилохвость, свиязь, нырок, гага, чирок, дикий гусь, дикий лебедь, черная водяная курочка, казарка, крохаль, гагара
    - морские птицы: чайка, морская ласточка, пингвин, кайра, гагарка, баклан, пеликан

  - хищные птицы: орёл, гриф, лунь, сокол, ястреб, сова, филин, сорока, сойка, ворон, ворона
  - прочие птицы: дикий голубь, горлица
- морские животные: морж, тюлень
- пресмыкающиеся: крокодил, аллигатор, черепаха

## История
Человек занимался охотой с доисторических времен. С развитием человеческого общества менялись способы и цели охоты. В первобытном обществе охота была одним из основных источников пищи, а также была частью обрядов и ритуалов. Далее развились различные виды охотничьих забав, охота стала развлечением аристократов. В настоящее время существует большое количество охотничьих организаций, а изготовление и продажа охотничьего инвентаря является бизнесом.

### Охота в древнее время
В  первом периоде своего развития охота была главным источником пропитания многих народов; затем по мере открытия новых источников существования, а также по мере истребления опасных для жизни и скотоводства хищных зверей охота постепенно отходит на второй план, оставаясь, однако, по силе привычки и врождённой наследственной потребности одним из главных удовольствий.
В том и другом случае охота не подлежала никакому ограничению, и всякий мог охотиться, когда, где и как ему угодно. В начале XX века охота сохраняла подобный характер, например, в Сибири, в британских владениях Северной Африки, на берегах Ла-Платы и т. п.
В нижнем палеолите (450—500 тыс. лет назад) основными орудиями добывания зверей являлись крупные куски камня, дубины, рогатины, также загоняли зверей на обрывы, откуда они срывались и разбивались. Добычей были крупные животные — слоны, антилопы, бизоны и др., для отдельных мест — мамонты. Использовались, коллективные облавы или загоны с большим количеством участников. Каменные орудия постепенно совершенствовались в течение многих тысячелетий: от простых камней к острым, от них к наконечникам.
В среднем палеолите (40-100 тыс. лет назад), во время оледенения, звери широко расселялись и приспосабливались к холодному климату, в это время человек научился делать орудия охоты из сколотых пластин, рогов, появляются копья с кремнёвыми и костяными наконечниками, острые пластины (сколы) используются в качестве «ножей» при разделке туш зверя.
Состав добычи охотников расширяется. В связи с совершенствованием орудий добычи появляется возможность индивидуальной охоты или с небольшим числом участников — на переправах, по глубокому снегу, при скоплении зверей на зимовках. Предполагают, что хищнический характер охоты в это время является одной из причин сокращения численности, а затем и исчезновения таких видов животных как волосатый носорог, мамонт и др.
В верхнем палеолите (10-40 тысяч лет назад) происходило дальнейшее совершенствование орудий и способов охоты, появляются в добыче мелкие животные (песцы, зайцы), в костных остатках все же преобладают кости лошади, мамонта, оленя, бурого медведя, но редко — кости шерстистого носорога, тура, бизона, пещерного льва. В это время (конец периода) появляются гарпуны с наконечниками из кости с одним и двумя зубцами, что позволяло добывать и мелких животных (зайца, песца, сурка, белую куропатку и др.), мелкие животные приобретают хозяйственное значение.
В конце этого периода (10-15 тысяч лет назад) началось потепление, для крупных травоядных животных условия ухудшаются, численность их снижается, а некоторые виды исчезают. Основными видами охотничьих животных становятся куланы, лоси, косули, кабаны и др., из более мелких — зайцы, бобры и др., орудия охоты совершенствуются. Появляются лук, стрелы, самоловы, что явилось огромным завоеванием людей, это резко повысило производительность труда. Появилась возможность создания запасов мяса (сушеного, вяленого). Это позволило определённой части людей заниматься скотоводством, земледелием или изготовлением орудий труда. Отлов диких зверей с помощью ям и их передержкой (молодняка) привели к последующему одомашниванию животных, скотоводству.
С появлением бронзовых орудий (около 3 тысяч лет назад) в степных районах развивались скотоводство и земледелие, а охота и рыболовство стали вспомогательными, в лесных же районах севера и востока России охота и рыболовство оставались одними из главных занятий населения.

### Средневековье
По мере того, как племена становились оседлыми, возникали более крупные центры поселения. Вследствие постоянной охоты дичь возле таких центров заметно уменьшалась в количестве, и местные землевладельцы ввиду личных удобств стали запрещать другим охотиться на своих землях. В Западной Европе начало таким запретам было положено каролингскими королями; примеру их скоро последовали и многие частные лица. Отсюда возникло  исключительное  право охоты, характеризующее второй период. См. также: Королевский лес. С развитием феодальных понятий, охота отделяется от поземельного владения и делается достоянием одних высших классов общества; крестьянское население лишается права охоты даже на своих землях. Из ленных отношений возникла к концу Средних веков охотничья регалия, то есть преимущественное право государства на охоту, лежащая в основании третьего периода права охоты.
В это время, не обращая внимания на право поземельной собственности, правительство издает законы об охоте и регулирует управление ею в интересах как казны, так и народного хозяйства; но и при таком порядке занятие охотой в силу обычая или специального королевского разрешения, выдаваемого за плату, предоставляется высшим сословиям. Охотничья регалия, повлёкшая за собой развитие охотничьих сервитутов, барщин и служб, тяжело и разорительно отзывалась на крестьянском населении.

### Новое время
С падением феодального строя в конце XVIII века охота была признана свободным занятием, а право охоты — составной частью права поземельной собственности. Но так как полная свобода охоты как промысла и спорта повлекла бы за собой значительный вред для всего народного хозяйства, и поставила бы под угрозу существование многих видов животных, то современные государства выработали целый ряд мер, регулирующих охоту и положивших начало  четвёртому, современному, периоду свободной охоты с государственным высшим над ней надзором.

### Охота на Руси
Как отмечает Н. И. Кутепов в книге Великокняжеская, царская и императорская охота на Руси впервые исторические известия о народах, живших в пределах нынешней России, характеризуют их как охотников. Во времена Геродота (V век до н. э.) в пределах Южной России жили скифы и сарматы, народ кочевой, которому звероловство доставляло пищу и одежду, столь необходимую в холодном климате. В юго-восточной степной полосе (в пределах нынешних Воронежской, Саратовской, Симбирской и других губерний) жили вудины; 
«за степью, поворотя более к востоку (то есть в приуральском пространстве), обитали фиссагеты, народ многочисленный и особый, питающийся звериною ловлей; по смежности с ними жили иирки, тоже звероловы». Описывая быт этих народов, Геродот замечает, что все они занимались охотой: «Высмотрев зверя с вершины какого-либо дерева, они пускают в него стрелу, а потом, вскочив на коня, преследуют его с помощью собаки».
Арабские писатели Ибн Хордадбех и Ибн-Хаукаль говорят об обширной торговле пушным товаром, которую жители Руси вели на Румском (Черном или Средиземном) море.
По мнению Дементьева В. И., автора учебного пособия «Основы охотоведения» и сайта «Российский пушной портал», до XVI века Россия являлась по существу единственной страной в мире, поставлявшей пушнину на международный рынок. Согласно этой точке зрения, охота на древней Руси имела весьма важное и широкое распространение. Это связано с хорошими охотничьими ресурсами и навыками населения, обширностью территории и разнообразием условий и видов животных. Согласно данным сайта «Русской Охоты» продукция охоты составляла значительную долю в экономике страны, основную часть занимала промысловая охота, хотя была развита и спортивная.

#### Промысловая охота
Наибольшей ценностью является пушнина, как один из главных экспортных товаров. Главные экспортные виды: шкурки соболя, белки, бобра и куницы.
До XV века большая часть пушнины добывалась в западной части страны. Бобры и куницы добывались большей частью в лесостепи и полосе широколиственных лесов, численность их здесь была высокой. Стоимость шкуры бобра в то время равнялась стоимости одной — двух рабочих лошадей или двух — четырёх коров. Бобры добывались с помощью капканов и «бобровых псов». Стоимость такой собаки приравнивалась к стоимости коровы. При охоте на белку и куницу применялись другие специальные собаки — «узлайники» (лайки сегодня), которые ценились выше бобровых псов — до 4-х рабочих лошадей за собаку.
Большое значение в жизни людей на Руси имела охота на диких копытных — лося, благородного оленя, косулю, тура, зубра, сайгака, дикую лошадь. Мясо этих животных заготавливалось в Средние века и для нужд армии: перед походами проводились массовые охоты на крупных копытных с целью заготовки мяса. Отлавливались в большом количестве с помощью сетей и птицы вплоть до лебедей, в меньшей степени охотились на птиц с ловчими птицами. В те времена охота в Московии имела важное значение, бобры и выдры были здесь обычными животными до начала XVIII века По мере вырубки лесных площадей и смены древостоев создавались благоприятные условия для других животных — лося, зайца, лисицы, тетерева и др. Высокая численность лосей определяла важность лосиного промысла, добывали их преимущественно с помощью ловчих ям (других копытных тоже) в лесной и частично лесостепной зонах, вплоть до советского периода, когда применение такого способа добычи было запрещено. По сведениям очевидцев в Москву из Смоленщины в XVII веке шли обозы с битыми лосями. В XVII веке на Руси птичьи стрелки платили оброк в виде дичи (например, в год один стрелок должен был поставить «сто тетеревей, пятьдесят рябей, пятьдесят утят, десять гусей, четыре лебедя, четыре цапели, по 2 журавля»). Лучшие охотничьи угодья принадлежали князьям и крупным феодалам. Охота для населения в их имениях запрещалась, нарушение запрета строго каралось. В 1686 году Пётр I объявил указ о запрете охоты в окрестностях Москвы. В других угодьях население Руси имело возможность заниматься охотой, пчеловодством и рыболовством, чего не было в Западной Европе. Как обязательная повинность крестьян — привлечение их в качестве загонщиков при охоте князей на волков и медведей.
В восточных районах природные условия были другими, поэтому и охота носила иной характер. В Предуралье, например, было много куницы и мало бобра, поэтому ясак платили здесь куницами и мёдом. В Заволжье, Предуралье и лесостепи Зауралья было так много косули, что один крестьянин заготовлял до 1000 штук в год. Наибольший интерес представляли северо-восточные районы европейской части России, особенно Сибирь, как богатейшие охотничьи угодья, где были сосредоточены основные ресурсы белки и соболя. Однако эти районы долго не были освоены русскими, в основном потому, что до определённого времени экспорт русской пушнины в соседние страны имел ограниченные размеры и удовлетворялся за счет пушнины с европейской части страны.
Освоение этих угодий в целях торговли пушниной с западными странами было начато новгородцами в XI веке, когда они быстро освоили угодья Печорского края, а в XIII веке и северо-восточное Зауралье (Югру). Сюда новгородцы ходили не только «лесовати» белку и соболя, но и собирать дань пушниной с местного населения или выменивать пушнину на железные изделия. С падением Новгорода в 1478 году освоение этих районов русскими до XVI века шло медленно. И только со 2-й половины XVI века, когда через Архангельск открылась торговля с Западом, а через Астрахань — со Средней Азией, возник неограниченный спрос на русскую пушнину, особенно на белку и соболя, открылась торговля русской пушниной на Лейпцигской ярмарке, скупщики пушнины быстро проникли на север и в Сибирь до Оби.
Высокие цены на пушнину ускорили завоевание Сибири и освоение богатейших охотничьих угодий на Востоке (поход Ермака, 1580 г.). С покоренных народов собиралась дань «со всякого человека по соболю». Стремление к пушным богатствам Сибири русских промышленников было столь велико, что в конце XVI в. они достигли среднего и нижнего течения Оби, а к концу первой половины XVII века берегов Тихого океана. За соболем и белкой в Сибирь ходили артели «своеужиников» (шли на промысел со своим снаряжением) и ватаги «покручеников» (за счёт предпринимателя «на хозяйских харчах»). С покручениками (до 30-40 человек в ватаге) промышленник заключал кабальную сделку на один-два и более лет, по которой первый должен был до 2/3 добытой пушнины сдать промышленнику (хозяину) Часто ватаги полностью или частично погибали по разным причинам.
Настойчивое преследование соболя с широким применением таких орудий лова как обмет, кулемы, капканы привело к истреблению его в ряде мест уже в начале XVIII века. Освоение охотугодий Сибири способствовало накоплению пушнины в казне и в начале XVII века государство монополизировало торговлю наиболее дорогими её видами: голубыми песцами, чернобурыми лисицами. Дорожные заставы отбирали такую пушнину у промышленников, с выплатой за неё денег в казну поступала также пушнина в виде ясака с населения и подорожных сборов (десятиной платы), получаемых дорожными заставами. Таким образом, в кладовые государства поступало ежегодно до 200 тыс. соболей и до 10 тыс. черно-бурых лисиц. Накопление значительных запасов пушнины позволило государству торговать не только с западными странами и Средней Азией, но и начиная с 1689 г. и с Китаем. С последним торговля продолжалась 60 лет в пограничном городе Кяхте. После этого времени торговля пушниной с Китаем резко сокращается и заменяется сукном, товаром более дешёвым.
С 1762 году в связи с отменой государственной монополии на пушнину развивается торговля пушниной и внутри страны. Основными центрами такой торговли становятся знаменитые ярмарки — Колымская (г. Якутск), Ирбитская (г. Ирбит), Новгородская. Одновременно увеличивается экспорт пушнины в западные страны до 1820-х годов пушнина занимала первое место в русском экспорте. С половины XIX века главными покупателями нашей пушнины стали западные страны — Германия, Франция и Англия, где она поступала на мехообрабатывающие фабрики Лейпцига, Парижа и др. городов. В 1913 году вывоз пушнины в эти страны составил 26 млн рублей, из неё в Германию — 71 %, Англию — 7,5 %.
Но отмена государственной монополии на торговлю пушниной и допуск к скупке пушнины иностранцев привели и к отрицательным последствиям: ажиотажу между скупщиками, хищническому истреблению наиболее ценных зверей, ограблению местного населения (платили в 4-5 раз меньше, чем стоила шкурка на ярмарке), скупке невыходной пушнины и др. Добыча охотничьих животных (зверей и птиц) не ограничивалась ни способами, ни сроками. Птицы массами истреблялись в местах зимовок, тысячами уничтожались линные утки и гуси. Так за один раз сетями отловили около 2400 линных гусей. Широко практиковался сбор яиц (до 20 млн в год). Уничтожались гнезда птиц и во время палов. Все это вело к оскудению охотничьих угодий, к обнищанию отдельных коренных малочисленных народов Севера, Сибири и Дальнего Востока.
Хищническое уничтожение охотничьей фауны за последние 200—300 лет привело или к полному истреблению некоторых видов (зубр, дикая лошадь, стеллерова корова и др.) или к сохранению их только в труднодоступных отдаленных местах (снежный баран, барс и др.). Многие ценные виды находились на грани исчезновения (бобр, соболь, калан и др.), некоторые виды были почти истреблены (лось во многих местах). На сокращение численности многих животных повлияло не только их хищническое истребление, но и изменение угодий в отрицательную сторону за счет вырубания лесов, лесных пожаров, освоения лесов под сельское хозяйство, распашки целинных земель, увеличения плотности населения в ранее слабообжитых районах и др..

#### Любительская охота
В России имела богатую историю по сравнению с другими странами и по формам, и по содержанию, и по размаху. Можно выделить следующие виды такой охоты на Руси в разные периоды (здесь и далее по А. Г. Клюшеву и Н. И. Кутепову).

##### Охота с ловчими птицами
Считается наиболее древней. Указания о возникновении охоты с ловчими птицами (соколами, ястребами, орлами-беркутами) в России относятся к XI веку. Она пришла к нам из стран Юго-Востока и Малой Азии, а возникла в Индии В частности, монгольские феодалы обставляли эту охоту с особой пышностью как признак богатства, силы и могущества. У нас тоже эта охота являлась привилегией царского двора и князей. Наиболее распространённой была охота с соколами, для подъёма птицы в воздух использовались подсокольи собаки. Наивысшего развития охота с ловчими птицами достигла в XVII веке при царе Алексее Михайловиче, хотя у князя Олега в Киеве (XI век) тоже был соколий двор. Сокола для царского двора отлавливались специальными охотниками. Соколиная охота на Руси имела не только спортивное значение, но часто являлась и средством для налаживания добрососедских отношений: в соседние страны сокола посылались в качестве подарков. Охоту на птиц (диких гусей, дроф, лебедей и цаплю) с соколами, ястребами и балобанами практиковали калмыки.
Сократилась охота с ловчими птицами в начале второй половины XVIII века с появлением охотничьего оружия и стрельбы дробью.

##### Псовая охота
Являлась барской охотой, забавой крупных помещиков. Она возникла в России после взятия Казани, была заимствована от князьков-татар. Наибольшее развитие она получила в период крепостного права. Многие помещики содержали десятки и сотни собак, много лошадей для охоты, обслуживающий персонал (выжлятников, доезжачих и пр.). На собак меняли людей, отдельные семьи, вытаптывали посевы крестьян во время охоты.
Для подобного вида охоты нужны были собаки двух пород — гончие и борзые. Гончие, найдя зверя, с лаем выгоняли его на открытое место, а конные охотники борзыми травили его (лисицу, зайца-русака, держали волка до подъезда охотников). Борзые должны были обладать большой скоростью бега. Першинская охота, как самая известная, имела 250 собак, 87 лошадей, 78 человек прислуги, стоимость её содержания составляла около 100 тысяч рублей (по ценам 1970 года), в среднем на собаку в год добывалось 1,5 зверя. Распад псовой охоты связан с разорением дворян и развитием ружейной охоты (середина XIX века), а особенно быстро это произошло после отмены крепостного права в 1861 году, хотя отдельные охоты сохранились (до 100 охот) до 1909—1917 годов. Окончательно псовая охота в России прекратила своё существование после революции.

##### Ружейная охота
Своим началом имеет XV век, но в широких масштабах она стала возможной только после изобретения дроби и картечи в конце XV века. Появился этот вид охоты на Западе в развитых в промышленном отношении странах. В России добыча птиц с помощью огнестрельного оружия стала применяться в конце XVII века, а лук и стрелы потеряли своё значение. В середине XVIII века ружейной охотой занимались в основном люди среднего сословия и крепостные стрелки, поставлявшие дичь к царскому столу и знати. Более широкое распространение ружейная охота в России получила в начале XIX века после улучшения контактов со странами Западной Европы. Этот вид охоты получил широкое распространение по сравнению с соколиной и псовой охотами прежде всего из-за своей дешевизны и большей эффективности, с помощью ружья добывали не только зверя и птицу, но и рыб, как писал Сергей Тимофеевич Аксаков в своих «Записках ружейного охотника», Ружейная охота способствовала накоплению знаний о животных, местах их обитания, поведения и др. Охота нашла отражение в творчестве писателей, поэтов, художников (А. С. Пушкин, А. П. Чехов, Л. Н. Толстой, С. Т. Аксаков, Н. А. Некрасов, И. А. Бунин, И. И. Левитан, И. С. Тургенев, К. А. Коровин, М. М. Пришвин, А. И. Куприн, К. Г. Паустовский, А. К. Толстой, М. А. Шолохов и др.), способствовала появлению крупных исследователей фауны, охотничьего дела (Северцов, Пржевальский, Житков, Бутурлин, Ивашенцов и др.).
Широкое распространение ружейной охоты среди населения привело к объединению охотников сначала в крупных центрах, затем и в губерниях: в 1859 г. создается Московское общество охоты, в 1872 году — Московское императорское общество размножения охотничьих животных и правильной охоты, которое уже в 1911 году имело 53 отделения на местах. Оно приняло участие в разработке первого закона об охоте 1892 года, содействовало охране полезных животных, проводило борьбу с волком, другими вредными хищниками. Нередко на местах удавалось поставить работу Обществ правильной охоты таким образом, что она способствовала охране природы.
В 1898 году в целях объединения охотников России созывается 1-й Всероссийский съезд охотников (на нём ещё было деление на псовых и ружейных охотников), в 1909 году созывается 2-й Всероссийский съезд с более широким представительством охотников — любителей и профессионалов, на нем принято решение об организации постоянного Всероссийского союза охотников, но осуществить его на практике не удалось. На этом съезде критиковался проект нового закона об охоте закона 1892 года, разрешавшего охоту круглый год на хищных зверей: лисицу песца, горностая, хорька, выдру, а также на белку. Отмечаются и положительные сдвиги в это время: изучение охотничьего хозяйства России, запрет на добычу соболя, организация соболиных заповедников, создание школы охотоведения Силантьевым и др.

### Охота в СССР
В СССР промысловая охота была распространена преимущественно в РСФСР (как в европейской, так и в азиатской части). По добыче пушнины Советский Союз занимал первое место в мире. Также существовала спортивная охота. Проводились широкие мероприятия по организации охотничьего хозяйства, правильной эксплуатации охотничьего фонда (диких зверей и птиц), его увеличения и улучшения. Охота регламентировалась специальным законом и правилами. Существовали органы государственной охотничьей инспекции и добровольные охотничьи общества, и занятие охотой допускалось только при разрешении от этих организаций в виде специального удостоверения — охотничьего билета.

## Законодательство об охоте
В большинстве стран порядок проведения охоты регулируется законодательством, целью которого является не допустить бесконтрольное уничтожение диких животных и обеспечить безопасность окружающих. Несмотря на меры предосторожности, охота сопряжена с несчастными случаями. Некоторые из них с участием известных людей приобрели широкую огласку. Известны также случаи убийства на охоте. Охота, нарушающая законодательство, квалифицируется как браконьерство.
Современное законодательство об охоте цивилизованных стран преследует следующие цели: нормирование добычи полезной дичи в интересах её сохранения, «контроль за популяцией» (истребление) хищных животных и птиц, ограждение общественной безопасности и право частных собственников, иногда также извлечение финансовой выгоды.
Право охоты, по учению римских юристов, является следствием права собственности лица над недвижимостью. Собственник имеет право запретить посторонним доступ в его имение и таким образом фактически не допускать их к охоте в своих владениях. Дичь, по римскому представлению, считалась, однако, бесхозяйным предметом (res nullius); поэтому собственник имения не имел права на возврат добытой в его владениях без его разрешения дичи. Государство, со своей стороны, никаких ограничений права охоты не установляло, лишь в императорский период появилось запрещение истреблять в африканских владениях львов, которые требовались в громадном количестве в Рим для зрелищ.
Древние германцы, в отличие от римлян, признавали право собственника имения на диких зверей и птиц, в нём обитающих. По салическим законам охота в чужих владениях без разрешения хозяина каралась как вид кражи. Где леса и вообще свободные от пашни пространства находились в общинном владении, там право охоты в них принадлежало каждому члену общины. Со времени Карла Великого право королей и владетельных лиц охотиться в так называемых заповедных лесах распространяется и на леса, никому не принадлежащие, а затем и на общинные леса. Свои права на охоту короли передавали также представителям высшего дворянства и духовенства.
Впоследствии (к XV веку) не только общинники, но и частные собственники не из дворян теряют право охоты в собственных их владениях, и низшие сословия лишаются права даже ограждать свои участки заборами от потрав диких зверей. Уличённые в недозволенной охоте крестьяне подвергались смертной казни. Средневековые законодатели находили, однако, возможным официально мотивировать запрещение охоты крестьянам соображениями о собственной их пользе. Так, в одном эльзасском ордонансе в оправдание такого запрещения приводится, что крестьяне недостаточно осторожно обращаются с огнестрельным оружием и что охота отвлекает их от забот о хозяйстве.
В XVI веке право охоты превращается в регалию. В защиту притязаний королей и владетельных князей выступают юристы; из римского учения о принадлежности фиску выморочных имуществ (bona vacantia) они делают более чем смелый вывод о принадлежности фиску бесхозяйных предметов, а, следовательно, и диких зверей. Дворянам, а в некоторых местах и горожанам, удается, однако, сохранить за собой право на среднюю и низшую охоту; высшая охота (кабаны, лоси и пр.) становится окончательно предметом регалии. В прусское земское право (Landrecht) внесена была следующая статья: «Право охоты принадлежит к регалиям низшего рода, и частными лицами может быть приобретаемо и осуществляемо не иначе, как в порядке, установленном для регалий».
Громадный ущерб, причинявшийся крестьянам потравами охотничьих команд (иногда в несколько тысяч человек) и диких зверей, тяжкие повинности (корм для собак и лошадей и пр.), жестокие наказания за самовольную охоту — всё это сделало охоту ненавистнейшей в глазах народа привилегией господ. Поэтому одним из первых требований либеральной партии на Западе было уничтожение охотничьей регалии. Так было во Франции в 1789 году, в Германии и Австрии в 1848 году. Вместе с отменой регалии устанавливалось исключительное право собственника на охоту в пределах принадлежащего ему имения.
Действующее законодательство сохраняет этот принцип и допускает некоторые ограничения лишь в интересах общего блага. Первым по времени является французский закон 3 мая 1844 года, несколько изменённый правилами 22 января 1874 года. Охота считается дозволенной при соблюдении следующих условий: 1) разрешение подлежащих властей, 2) производство охоты открыто, 3) дозволенными способами и 4) согласие владельца имения, если охота производится в чужих владениях. Правилами 1874 года дозволяется лишь охота огнестрельным оружием, облавой и с собаками; только для ловли кроликов допускается употребление петлёй и силков. В государственных и принадлежащих коммунам лесах охота вовсе запрещена. Префекты назначают сроки для начала и закрытия охоты; они же выдают разрешения на охоту.
Закон ограничивается запрещением выдавать разрешения малолетним (до 16 лет), несовершеннолетним (от 16 до 21 года), если за последних не просят их родители или опекуны, и отданным в опеку. Лицам, осужденным за бродяжничество, нищенство, кражи, за злоупотребление доверием, за сопротивление или насилие против должностных лиц, за истребление или порчу деревьев и растений, потравы и т. п., префекты имеют право отказывать в разрешении на охоту, но лишь в течение определённого срока (не более 5 лет) после отбытия ими наказания. Охота без разрешения администрации наказывается штрафом от 16 до 50 фр.; штраф может быть повышен до 200 фр., если охота совершается в недозволенное время; при обстоятельствах, усиливающих вину, назначается арест от 6 дней до 2 мес. Охота на чужой земле, без разрешения хозяина, карается гораздо строже: за охоту в чужом огороженном пространстве наказание, при наличности усиливающих вину обстоятельств, может быть повышено до 2 лет тюремного заключения.
15 сентября 2004 года Парламентом Великобритании было принято решение о полном запрещении по территории Англии и Уэльса охоты с собаками на лис. В США законодательство также постепенно сокращает распространение охоты путём удорожания охотничьих лицензий, сокращений сезонов охоты и принятия других ограничений.
Институт приравнивания к охоте — традиционно сложившееся, с конца XIX века узаконенное, отнесение некоторых действий или состояний, при которых физическое лицо предполагается нарушившим правила охоты, даже если отсутствуют признаки осуществления таковой (добывание охотничьих животных или приготовление к добыванию). Представляет собой классическую презумпцию виновности. Вопреки основополагающим принципам привлечения к уголовной и административной ответственности, в том числе принципу презумпции невиновности, в Федеральном законе «Об охоте и о сохранении охотничьих ресурсов и о внесении изменений в отдельные законодательные акты Российской Федерации» от 24 июля 2009 года № 209-ФЗ приравнивание к охоте сформулировано специально для целей привлечения к уголовной и административной ответственности. Содержание нормы статьи 57 Федерального закона «Об охоте и о сохранении охотничьих ресурсов и о внесении изменений в отдельные законодательные акты Российской Федерации» от 24 июля 2009 года № 209-ФЗ: Статья 57. Ответственность за нарушение законодательства в области охоты и сохранения охотничьих ресурсов.
1. Лица, виновные в нарушении законодательства в области охоты и сохранения охотничьих ресурсов, несут ответственность в соответствии с законодательством Российской Федерации.
2. В целях настоящей статьи к охоте приравнивается нахождение в охотничьих угодьях физических лиц с орудиями охоты и (или) продукцией охоты, собаками охотничьих пород, ловчими птицами.

Право производства охоты на территории РСФСР и союзных с ней советских республик установлено декретом ВЦИК, СНК РСФСР от 01.03.1923 «Об охоте». Каждый охотник, имеющий право производить охоту при помощи огнестрельного оружия или другими дозволенными способами, облагался государственным сбором в размере пяти рублей в полугодие в денежных знаках образца 1923 года.
Рекомендации по тактике выявления и задержания нарушителей правил охоты, мерам профилактики охотнарушений были подготовлены и приняты отделом охраны и охотничьего надзора Главохоты РСФСР и ВНИИ МВД СССР и рекомендованы в качестве методического пособия 22.04.1985.
Судебная практика по вопросам применения института приравнивания к охоте весьма обширна. Тем не менее, ввиду неясности вопроса для юристов широкой специализации, данная правовая формулировка, с теми или иными изменениями продолжает существовать (см., например, постановление Пленума Верховного Суда РФ от 18 октября 2012 года № 21 «О применении судами законодательства об ответственности за нарушения в области охраны окружающей среды и природопользования»). Наличие и «живучесть» института приравнивания к охоте в отечественном законодательстве объясняется необходимостью законного обеспечения возможности эффективной охраны животного мира. Вопрос осложняется необходимостью принятия компромиссного решения, которое бы с одной стороны могло бы обеспечить возможность безупречно законного привлечения к ответственности нарушителей правил охоты, а с другой — обеспечивало бы соблюдение законных прав и свобод граждан России.
Проблематика данного вопроса не раз освещалась в работах специалистов-охотоведов.

## Критика охоты
Охота, прежде всего спортивная, вызывает протесты ряда экологов и защитников животных.
В настоящее время многие зоозащитные организации и граждане разных стран протестуют против спортивной охоты, существуют различные антиохотничьи движения.
В Германии, где охотятся 0,4 % населения, часть жителей, относящихся негативно к этому виду деятельности, требует её полного запрета. В Берлине организуются демонстрации протеста против охоты.
Тема охоты должна стать политической. 0,4% населения страны варварски ведут себя в лесу, расстреливая последние остатки диких животных по каким-то своим собственным планам, будучи полностью некомпетентными. Мы призваны защитить наших животных от этого насилия.Курт Айхер, биолог, организатор движения против охоты 
Люди и организации, представляющие в зоозащите направление борьбы за права животных, являются противниками охоты.

### Аргументы против спортивной охоты
- В настоящее время охота утратила своё изначальное назначение и часто сопряжена с ущербом фауне.
- Для тренировок охотничьих собак используются притравочные станции, где животные-жертвы содержатся в тяжёлых условиях и постоянно подвергаются жестокости, находятся в постоянном страхе. Эксплуатируются даже животные, занесенные в Красную книгу, либо без разрешительных документов[27][28].
- Использование «подсадных» животных, с которыми обращаются жестоко, наносят им увечья. Используют детёнышей животных, неспособных защищаться.
- Охота являлась и продолжает являться одной из основных причин полного истребления, а также выставления на грань исчезновения и занесения в Красную книгу многих видов животных[26][29][30][31].
- Законодательную охоту нередко сопровождает браконьерство и истребление, наряду с разрешёнными, редких видов. Особенно часто такие потворства нарушениям закона и сами нарушения непосредственно происходят со стороны крупных чиновников[26][32][33][34][35].
- Охоту нередко сопровождает оставление подранков, которых охотник не в состоянии добить, вследствие чего они вынуждены умирать медленной смертью или оставаться инвалидами[36].
- Охоту систематически сопровождают несчастные случаи, жертвами которых становятся сами охотники, домашние животные, а также посторонние люди[37][38][39][40][41][42].
- Для тренировки меткости стрельбы и/или для развлечений, сопровождаемых прогулкой по природным ландшафтам, существует масса других упражнений. Защитники природы фотоохоту и другие возможные варианты времяпрепровождений, не наносящие вреда здоровью животных, считают вполне заменимой альтернативой охоте.

Данные критические аргументы не относятся к фотоохоте, отлову животных в целях перевозки для расширений их ареала, а также спортивной стрельбе по искусственным движущимся мишеням, проводимым в охотхозяйствах.
Ряд критических замечаний по отношению к охоте (такие, как замечания о часто сопутствующих охоте браконьерству, оставлению подранков, большому количеству несчастных случаев) признается актуальными проблемами со стороны самих охотников, с которыми они намерены бороться, не прибегая к отмене самой охоты как явления.

### Аргументы в пользу спортивной охоты
- Охота является неотъемлемой частью культуры многих народов и формировалась на протяжении всей истории человечества и имеет право на существование наряду с другими её формами.
- Охота — такой же вид хозяйственной деятельности человека, как и, например, сельское хозяйство.
- Спортивная охота не является причиной исчезновения видов, так как нормы добычи научно обоснованы и устанавливаются после проведения работы по учёту дичи в угодьях.[источник не указан 936 дней]
- Фотоохота, предлагаемая как альтернатива и традиционно считающаяся самой гуманной и незаметной формой общения человека с животным миром, также может быть вредна через недобросовестных натуралистов, подкармливающих животных и в особенности крупных хищников для постановки удачного кадра[43].
- «Иногда сами охотники в процессе охоты фактически спасают животных от их полного исчезновения. Например, существуют программы, позволяющие поддерживать и увеличивать численность вымирающих видов животных взносами, полученными от продажи разрешений на охоту, стоимость которых иногда достигает сотен тысяч долларов. Так, благодаря одной из таких программ численность чёрного носорога в Африке, которая в 1990-х годах насчитывала всего 2500 особей, выросла настолько, что уже в 2004 году по конвенции СИТЕС было принято решение о выдаче разрешения на отстрел пяти особей данного вида»[44].
- Охотников часто привлекают к участию в мероприятиях по ограничению численности при проведении профилактических мероприятий для предотвращения распространения опасных заболеваний — эпизоотий, например бешенства[45].
- Охотники бесплатно участвуют в мероприятиях, проводимых в угодьях, охотничьих хозяйствах Общества охотников, например, по увеличению численности диких животных, их подкормке при тяжелых погодных условиях, пресечению случаев браконьерства.
- Любительская охота имеет рекреационное значение — восстановление эмоциональных и психологических сил, здоровья и трудоспособности человека.
- Любительская охота создаёт потребность в продукции и стимулирует развитие индустрии во многих направлениях — от создания новых материалов для охотничьей одежды, снаряжения и транспорта до совершенствования информационных технологий, систем связи и навигации. Это даёт обществу значительное количество рабочих мест.
- Нельзя не только ставить знак тождества между охотой и браконьерством, но даже и проводить параллели. Браконьерство порождается негативными социальными причинами в обществе, а не в охотничьей среде. Такие социальные проблемы, как отсутствие работы в регионе проживания, бедность и толкают людей на все виды воровства, а в охотничьих регионах, соответственно, на браконьерство. Значительная разница в социальном положении людей может даже приводить и к протестному браконьерству.
- Любительская охота приносит финансовые средства напрямую в охотничьи регионы, способствуя тем самым уменьшению социальной напряжённости и, соответственно, браконьерства.
- Любительская охота способствует повышению обороноспособности страны, поскольку подготовка бойцов, умеющих действовать в одиночку, в отрыве от основных сил подразделения, а также учитывая возросшую роль диверсионно-разведывательных групп в современных военных конфликтах, имеет несомненно, важное значение, так по выражению маршала СССР К. Е. Ворошилова: «Хороший охотник — готовый опытный разведчик, меткий стрелок, способный в любых условиях переносить трудности походной жизни»[46].

## Промысловая охота и рыболовство

### Законодательное регулирование
В Российской Федерации на сегодняшний день законодательством урегулировано различие промысловой и любительской охоты. Согласно ФЗ № 209 «Об охоте…» пункт десятый главы 1 статьи 1, а также статье 13, промысловой охотой могут заниматься юридические лица и частные предприниматели, также с наличием пункта 4 в статье 13, промысловой охотой могут заниматься «охотники» при наличии определённого пакета документов, дающего право охоты на территории общедоступных охотничьих угодий или в охотничьих угодьях, официально урегулированные частью 2 статьи 20 настоящего закона.
В связи с природоохранными требованиями сезоны охоты чётко регулируются законодательными органами. В России охота с огнестрельным оружием разрешена гражданам, достигшим 18-летнего возраста. Документом, удостоверяющим право на охоту, является охотничий билет, при получении которого охотник сдает охотминимум.

### Опасности охоты
Охота всегда была занятием, связанным с повышенным риском. Неосторожное обращение с оружием иногда приводит к травмам и гибели участников и случайных людей. Так, в 2007 году на охоте погиб (от случайного выстрела) известный украинский политик Е. П. Кушнарёв.

## Телеканалы об охоте
Российские телеканалы на тему охоты:
- Охотник и рыболов
- Охота и рыбалка

Зарубежные телеканалы на данную тематику:
- Caccia e Pesca (Италия)
- Chasse et Peche (Франция)
- Outdoor Channel (США)
- Pursuit Channel (США)
- Sportsman Channel (США)

## Российские периодические издания об охоте
Газеты на тему охоты:
- Российская охотничья газета
- Охотник и рыболов. Газета для души
- Охотник и рыболов Сибири

Журналы на тему охоты:
- Русский охотничий журнал
- Охота и рыбалка — XXI век
- Охота и охотничье хозяйство
- Охота. Национальный охотничий журнал
- Русский охотничий журнал
- Арсенал охотника
- Сафари
- Охотничий двор
- Мастерружьё
- Байанай

## Компьютерные игры об охоте
Существует несколько серий компьютерных игр, посвященных охоте. Среди них: Deer Hunter, Hunting Unlimited, а также линейка игр Cabela’s, состоящая из нескольких разных серий.